# L'Aquila Sportiva 1944 1946-1947
Questa voce raccoglie le informazioni riguardanti L'Aquila Sportiva 1944 nelle competizioni ufficiali della stagione 1946-1947.

## Stagione
Per L'Aquila Sportiva 1944, la stagione 1945-1946 è stata l'8ª in Serie C e la 10ª complessiva nel terzo livello del campionato italiano di calcio.

## Rosa
| N. |                   | Ruolo | Calciatore                |
| -- | ----------------- | ----- | ------------------------- |
|    | Italia (bandiera) | C     | Italo Acconcia (capitano) |
|    | Italia (bandiera) | A     | Marino Bon                |
|    | Italia (bandiera) |       | Gastone Cappelli          |
|    | Italia (bandiera) |       | Vincenzo Cococcetta       |
|    | Italia (bandiera) |       | Iovinelli                 |
|    | Italia (bandiera) |       | Izzi                      |
|    | Italia (bandiera) |       | Claudio Mancini           |
|    | Italia (bandiera) |       | Angelo Maruzzella         |

| N. |                   | Ruolo | Calciatore       |
| -- | ----------------- | ----- | ---------------- |
|    | Italia (bandiera) |       | Vittorio Masci   |
|    | Italia (bandiera) |       | Pacini           |
|    | Italia (bandiera) |       | Dante Prosperini |
|    | Italia (bandiera) | D     | Luigi Rossini    |
|    | Italia (bandiera) |       | Antonio Santilli |
|    | Italia (bandiera) |       | Seccia           |
|    | Italia (bandiera) | P     | Gorido Stornelli |
|    | Italia (bandiera) |       | Aldo Stradiot    |

## Statistiche

### Statistiche di squadra
| Competizione | Punti | In casa | In casa | In casa | In casa | In casa | In casa | In trasferta | In trasferta | In trasferta | In trasferta | In trasferta | In trasferta | Totale | Totale | Totale | Totale | Totale | Totale | DR |
| Competizione | Punti | G       | V       | N       | P       | Gf      | Gs      | G            | V            | N            | P            | Gf           | Gs           | G      | V      | N      | P      | Gf     | Gs     | DR |
| ------------ | ----- | ------- | ------- | ------- | ------- | ------- | ------- | ------------ | ------------ | ------------ | ------------ | ------------ | ------------ | ------ | ------ | ------ | ------ | ------ | ------ | -- |
| Serie C      | 29    | 13      | 8       | 4       | 1       | 29      | 12      | 13           | 3            | 3            | 7            | 14           | 23           | 26     | 11     | 7      | 8      | 43     | 35     | +8 |
| Totale       | -     | 13      | 8       | 4       | 1       | 29      | 12      | 13           | 3            | 3            | 7            | 14           | 23           | 26     | 11     | 7      | 8      | 43     | 35     | +8 |